# کلو (گرگان)
کلو، روستایی از توابع بخش مرکزی شهرستان گرگان در استان گلستان است.

## جمعیت
این روستا در دهستان روشن آباد قرار داشته و براساس سرشماری سال ۱۳۸۵جمعیت آن 400 نفر (100 خانوار) بوده است.